# 市川荒次郎 (初代)
初代 市川荒次郎（しょだい いちかわ あらじろう、嘉永3年7月2日（1850年8月9日） - 明治40年（1907年）8月2日）は明治の歌舞伎役者。本名は中村 荒次郎（なかむら あらじろう）。屋号は大黒屋。俳名に梅叶。実の兄に3代目中村寿三郎、初代市川左團次がいる。
父は役者の結髪職人中村清吉。大坂に生まれる。実兄初代市川左團次とともに四代目市川小團次の門人となる。市川赤子の名で安政3年 (1856) 初舞台。市川福蔵、本名の中村荒次郎、中村叶などを経て明治3年 (1870)『有職鎌倉山』（鎌倉山）の三浦荒次郎を五代目尾上菊五郎の代役で勤めたが、これが縁で市川荒次郎と改名したといわれている。
大柄で恰幅のいい体格で立役を得意とした。『関取千両幟』（千両幟）の鉄ヶ嶺、『祇園祭礼信仰記』（金閣寺）の松永大膳などが当たり役。温厚な性格で、もっぱら兄左團次の舞台の脇を固めた。子は戦後長らく活躍した名脇役二代目市川荒次郎。